# Śmierć przychodzi nocą
Śmierć przychodzi nocą – amerykański film fabularny wyprodukowany w 1992 roku, nakręcony w Miami Beach.

## Fabuła
Jennifer Derringer jest właścicielką erotycznej linii telefonicznej i prowadzi intymne rozmowy z mężczyznami, spragnionymi mocnych wrażeń, podając się za tajemniczą Grace. Pewnego dnia zaczyna dzwonić do niej nieznajomy, który grozi jej śmiercią. Kobieta zaczyna brać jego słowa na poważne, gdy ginie jej przyjaciółka. Zwraca się o pomoc do byłego męża, Macka, policjanta. Nieuchwytny psychopata wciąga go w niebezpieczną rozgrywkę i wplątuje w intrygę. Wskutek jego działań,  funkcjonariusza posądza się o prześladowanie dawnej żony. Ścigany przez kolegów po fachu, musi się ukrywać. W celu ochrony Jennifer i oczyszczenia się z zarzutów, Mack rozpoczyna decydującą walkę z zabójcą.

## Obsada
- Vanity - Jennifer Derringer
- Fred Williamson - Mack Derringer
- Gary Busey - Lenny
- Robert Forster - detektyw Ted Coleman
- Henry Silva - Santiago
- Peter Fonda - Kale
- Stella Stevens - Nancy
- Sam J. Jones - Billy

i inni